# Alnmouth
Koordinaten: 55° 23′ N, 1° 37′ W

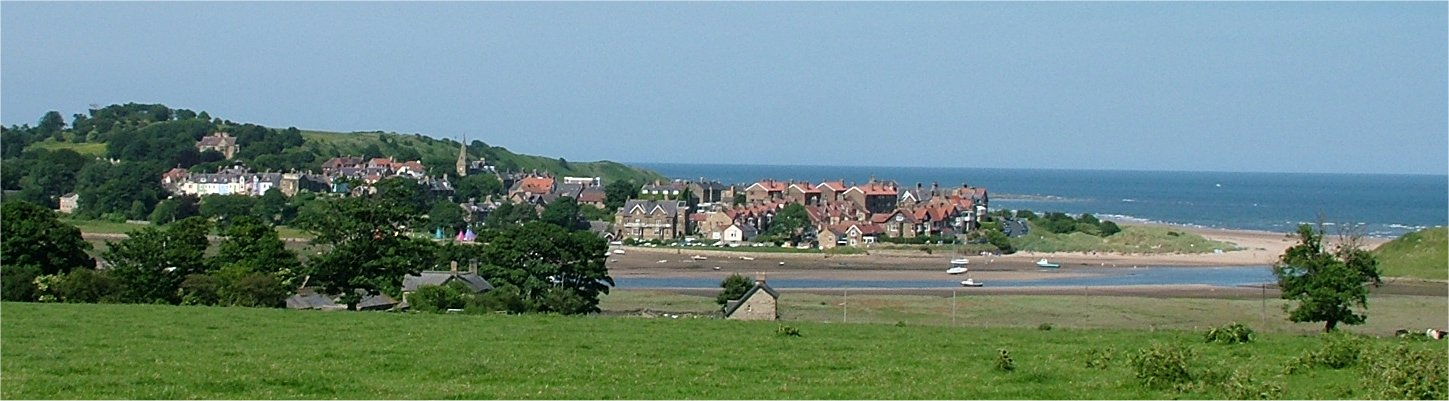
Alnmouth und die Mündung des Aln in die Nordsee

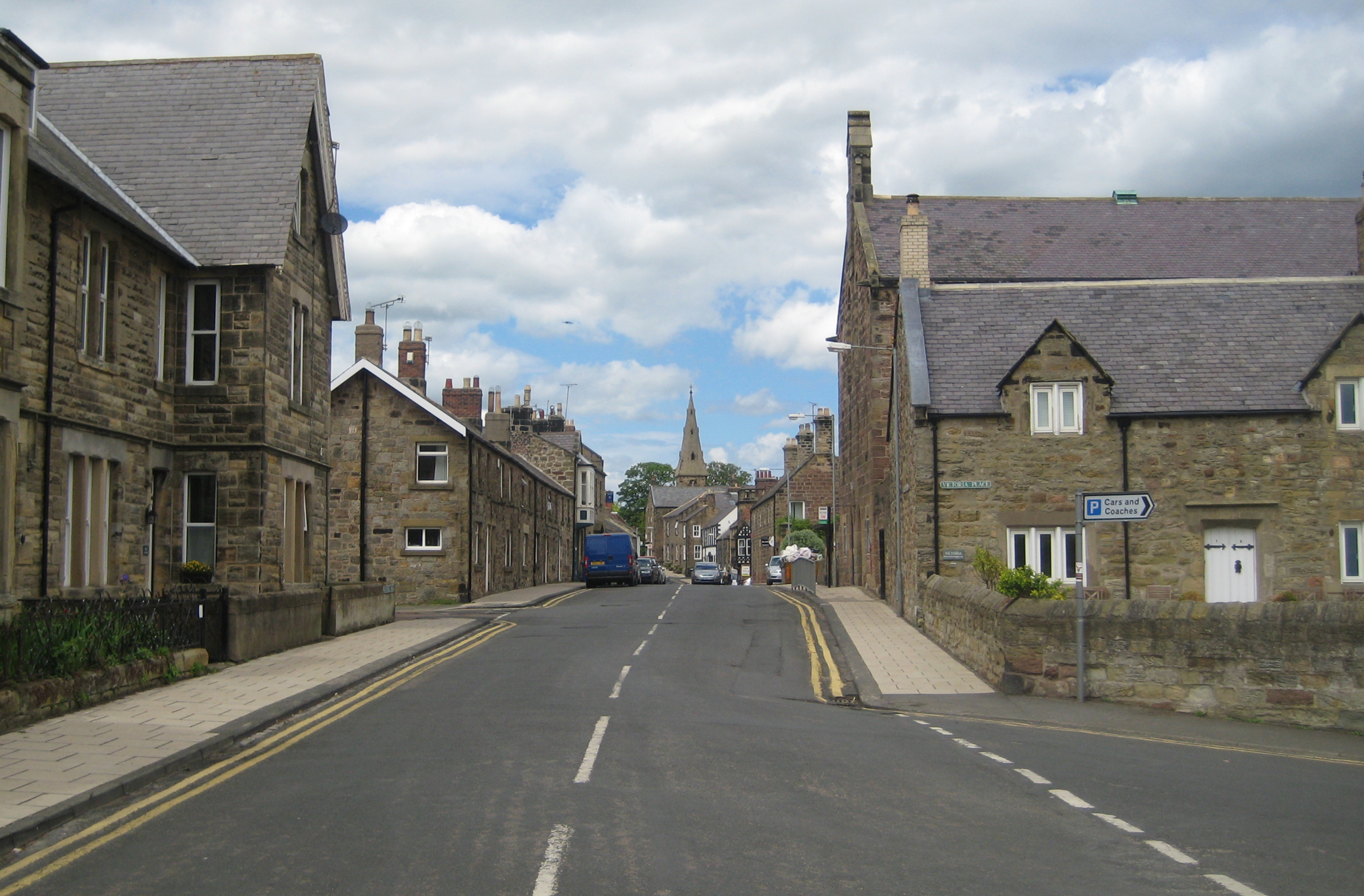
Die Northumberland Street in Alnmouth

Alnmouth ist eine Stadt in Northumberland, England. Sie liegt etwa sechs Kilometer südöstlich von Alnwick an der Mündung des Aln in die Nordsee.
Alnmouth wurde vermutlich um das Jahr 1150 von William de Vesci, dem Herrn auf Alnwick Castle und Sheriff von Northumberland, gegründet. Im Jahre 1207 erhielt Alnmouth das Marktrecht. Im Jahre 1806 änderte der Aln nach einem schweren Sturm seinen Lauf und trennte das Dorf in zwei Teile. Im Jahre 1860 ließ die Royal Meteorological Society in Alnmouth eine Wetterstation errichten.
Der Bahnhof Alnmouth an der East Coast Main Line liegt etwa 1,5 westlich der Stadt im Ort Hipsburn und heißt offiziell Alnmouth for Alnwick.
Die Schriftstellerin Val McDermid lebte bis 2014 in Alnmouth.
Der Stein von Alnmouth ist ein Runenstein aus Sandstein mit der Inschrift: Myredah hat mich gemacht. 